# Labrador
Labrador là phần đất liền của tỉnh bang Newfoundland và Labrador; phần còn lại của Newfoundland và Labrador, Newfoundland, là phần nhô ra biển.Đây là vùng địa lý lớn nhất cực bắc, Đại Tây Dương.
Labrador chiếm phần phía đông của Bán đảo Labrador. Phía tây và nam giáp tỉnh Québec của Canada. Labrador cũng có một đường biên giới đất liền với lãnh thổ của Nunavut trên đảo Killiniq của Canada.
Mặc dù Labrador chiếm 71% diện tích đất của tỉnh, nhưng chỉ có 8% dân số của tỉnh. Các thổ dân ở Labrador gồm có người da đỏ miền Bắc của Nunatsiavut, người Inuit miền Nam - Métis của Nunatukavut (NunatuKavut) và Innu . Nhiều người dân không phải là thổ dân ở Labrador đã không định cư lâu dài ở Labrador cho đến khi phát triển tài nguyên thiên nhiên trong những năm 1940 và 1950. Trước những năm 1950, rất ít người không phải là thổ dân sống ở Labrador quanh năm. Một số người nhập cư châu Âu làm việc theo mùa vụ cho thương gia nước ngoài và đưa gia đình họ được gọi là Người định cư.